# Municipio de Licking (Pensilvania)
El municipio de Licking (en inglés: Licking Township) es un municipio ubicado en el condado de Clarion en el estado estadounidense de Pensilvania. En el año 2000 tenía una población de 479 habitantes y una densidad poblacional de 10.6 personas por km².

## Geografía
El municipio de Licking se encuentra ubicado en las coordenadas 41°08′16″N 79°33′13″O / 41.13778, -79.55361.

## Demografía
Según la Oficina del Censo en 2000 los ingresos medios por hogar en la localidad eran de $27,708 y los ingresos medios por familia eran de $33,250. Los hombres tenían unos ingresos medios de $29,444 frente a los $15,500 para las mujeres. La renta per cápita de la localidad era de $15,553. Alrededor del 18% de la población estaba por debajo del umbral de pobreza.